# Descurainia urbaniana
Descurainia urbaniana är en korsblommig växtart som beskrevs av Reinhold Conrad Muschler. Descurainia urbaniana ingår i släktet stillfrön, och familjen korsblommiga växter. Inga underarter finns listade i Catalogue of Life.